# Al-Ladschna al-ulimbiyya al-kuwaitiyya
Al-Ladschna al-ulimbiyya al-kuwaitiyya (arabisch اللجنة الأولمبية الكويتية, DMG al-Laǧna al-ūlimbiyya al-kuwaitiyya) ist das Nationale Olympische Komitee von Kuwait.

## Geschichte
Das NOK wurde 1957 gegründet und 1966 vom Internationalen Olympischen Komitee anerkannt.

### Sperrung von 2010 bis 2012
Das Internationale Olympische Komitee verhängte eine Sperre über den Verband, beginnend ab dem 1. Januar 2010. Da es versäumt wurde die Gesetzgebung dahingehend zu ändern, dass sich der Staat nicht mehr in Wahlen des Verbandes einmischen darf. Damit kamen dem Komitee in dieser Zeit auch keine Fördergelder zu und Athleten durften an keinen Spielen oder weiteren vom IOC veranstalteten Treffen mehr unter der Flagge von Kuwait teilnehmen. Bei den darauffolgenden Jugend-Sommerspielen 2010, den Asienspielen 2010 und den Winter-Asienspielen 2011 nahmen die Athleten aus Kuwait als Unabhängige Teilnehmer unter der Flagge des IOC mit dem Kürzel IOC an. Nach der Zusage des Emirs von Kuwait an das IOC im August 2012 ein neues Dekret zur Sportgesetzgebung einzubringen, wurde die Sperre des Verbandes am 16. Juli 2012 aufgehoben, womit die Athleten an den Olympischen Sommerspielen 2012 wieder unter ihrer eigenen Flagge antreten durften.

### Sperrung von 2015 bis 2019
Zum 27. Oktober 2015 wurde das nationale Komitee ein weiteres Mal vom IOC gesperrt. Ein weiteres Mal waren Probleme mit der Sportgesetzgebung von Kuwait der ausschlaggebende Punkt. Als Folge davon traten die Athleten aus Kuwait bei den Sommerspielen 2016 erneut als Unabhängige Teilnehmer an. Nach Zusage, dass die Gesetzgebung nun doch endlich angepasst werden soll, wurde die Sperre für die Asienspiele 2018 erst einmal temporär aufgehoben. Am 5. Juli 2019 wurde die Sperre dann endgültig aufgehoben. Dem folgend gab es zum 30. Juni 2019 schließlich auch eine Neuwahl des Vorstands.